# Dimmu Borgir/Diskografie
Diese Diskografie ist eine Übersicht über die musikalischen Werke der norwegischen Black-Metal-Band Dimmu Borgir. Den Quellenangaben und Schallplattenauszeichnungen zufolge hat die Band bisher mehr als 35.000 Tonträger verkauft. Ihre erfolgreichste Veröffentlichung ist ihr sechstes Studioalbum Death Cult Armageddon mit über 20.000 verkauften Einheiten.

## Alben

### Studioalben
| Jahr | Titel Musiklabel                                | Höchstplatzierung, Gesamtwochen, AuszeichnungChartplatzierungen (Jahr, Titel, Musiklabel, Platzierungen, Wochen, Auszeichnungen, Anmerkungen) | Höchstplatzierung, Gesamtwochen, AuszeichnungChartplatzierungen (Jahr, Titel, Musiklabel, Platzierungen, Wochen, Auszeichnungen, Anmerkungen) | Höchstplatzierung, Gesamtwochen, AuszeichnungChartplatzierungen (Jahr, Titel, Musiklabel, Platzierungen, Wochen, Auszeichnungen, Anmerkungen) | Höchstplatzierung, Gesamtwochen, AuszeichnungChartplatzierungen (Jahr, Titel, Musiklabel, Platzierungen, Wochen, Auszeichnungen, Anmerkungen) | Höchstplatzierung, Gesamtwochen, AuszeichnungChartplatzierungen (Jahr, Titel, Musiklabel, Platzierungen, Wochen, Auszeichnungen, Anmerkungen) | Höchstplatzierung, Gesamtwochen, AuszeichnungChartplatzierungen (Jahr, Titel, Musiklabel, Platzierungen, Wochen, Auszeichnungen, Anmerkungen) | Anmerkungen                                                |
| Jahr | Titel Musiklabel                                | DE | AT | CH | UK | US | NO | Anmerkungen                                                |
| ---- | ----------------------------------------------- | --- | --- | --- | --- | --- | --- | ---------------------------------------------------------- |
| 1994 | For all tid No Colours                          | — | — | — | — | — | — | Erstveröffentlichung: Dezember 1994                        |
| 1996 | Stormblåst Cacophnous Records                   | — | — | — | — | — | — | Erstveröffentlichung: 25. Januar 1996                      |
| 1997 | Enthrone Darkness Triumphant Nuclear Blast      | DE75 (3 Wo.)DE | — | — | — | — | — | Erstveröffentlichung: 30. Mai 1997                         |
| 1999 | Spiritual Black Dimensions Nuclear Blast        | DE25 (3 Wo.)DE | AT31 (5 Wo.)AT | — | — | — | NO18 (2 Wo.)NO | Erstveröffentlichung: 2. März 1999                         |
| 2001 | Puritanical Euphoric Misanthropia Nuclear Blast | DE16 (4 Wo.)DE | AT23 (5 Wo.)AT | — | — | — | NO16 (2 Wo.)NO | Erstveröffentlichung: 20. März 2001                        |
| 2003 | Death Cult Armageddon Nuclear Blast             | DE12 (4 Wo.)DE | AT14 (5 Wo.)AT | CH54 (3 Wo.)CH | — | US170 (1 Wo.)US | NO2 Gold · (6 Wo.)NO | Erstveröffentlichung: 8. September 2003 Verkäufe: + 20.000 |
| 2007 | In Sorte Diaboli Nuclear Blast                  | DE7 (6 Wo.)DE | AT11 (4 Wo.)AT | CH30 (4 Wo.)CH | — | US43 (2 Wo.)US | NO1 Gold · (7 Wo.)NO | Erstveröffentlichung: 23. April 2007 Verkäufe: + 15.000    |
| 2010 | Abrahadabra Nuclear Blast                       | DE15 (3 Wo.)DE | AT20 (2 Wo.)AT | CH24 (2 Wo.)CH | — | US42 (2 Wo.)US | NO2 (5 Wo.)NO | Erstveröffentlichung: 24. September 2010                   |
| 2018 | Eonian Nuclear Blast                            | DE4 (4 Wo.)DE | AT10 (2 Wo.)AT | CH5 (4 Wo.)CH | UK73 (1 Wo.)UK | US142 (1 Wo.)US | NO2 (2 Wo.)NO | Erstveröffentlichung: 4. Mai 2018                          |

### Livealben
| Jahr | Titel Musiklabel                                   | Anmerkungen                         |
| ---- | -------------------------------------------------- | ----------------------------------- |
| 2019 | Live at Dynamo Open Air 1998 Universal Music Group | Erstveröffentlichung: 14. Juni 2019 |

### Kompilationen
| Jahr | Titel                               | Höchstplatzierung, Gesamtwochen, AuszeichnungChartplatzierungen (Jahr, Titel, Platzierungen, Wochen, Auszeichnungen, Anmerkungen) | Höchstplatzierung, Gesamtwochen, AuszeichnungChartplatzierungen (Jahr, Titel, Platzierungen, Wochen, Auszeichnungen, Anmerkungen) | Höchstplatzierung, Gesamtwochen, AuszeichnungChartplatzierungen (Jahr, Titel, Platzierungen, Wochen, Auszeichnungen, Anmerkungen) | Höchstplatzierung, Gesamtwochen, AuszeichnungChartplatzierungen (Jahr, Titel, Platzierungen, Wochen, Auszeichnungen, Anmerkungen) | Höchstplatzierung, Gesamtwochen, AuszeichnungChartplatzierungen (Jahr, Titel, Platzierungen, Wochen, Auszeichnungen, Anmerkungen) | Höchstplatzierung, Gesamtwochen, AuszeichnungChartplatzierungen (Jahr, Titel, Platzierungen, Wochen, Auszeichnungen, Anmerkungen) | Anmerkungen                                                               |
| Jahr | Titel                               | DE | AT | CH | UK | US | NO | Anmerkungen                                                               |
| ---- | ----------------------------------- | --- | --- | --- | --- | --- | --- | ------------------------------------------------------------------------- |
| 1998 | Godless Savage Garden Nuclear Blast | DE56 (2 Wo.)DE | AT47 (1 Wo.)AT | — | — | — | — | Erstveröffentlichung: 4. August 1998                                      |
| 2005 | Stormblåst MMV Nuclear Blast        | DE87 (1 Wo.)DE | — | — | — | — | NO24 (1 Wo.)NO | Erstveröffentlichung: 11. November 2005 Neuaufnahme des Albums Stormblåst |
| 2023 | Inspiratio Profanus Nuclear Blast   | — | — | CH95 (1 Wo.)CH | — | — | — | Erstveröffentlichung: 1. Dezember 2023 Coveralbum                         |

### Split-Alben
| Jahr | Titel Musiklabel                                    | Anmerkungen                                                          |
| ---- | --------------------------------------------------- | -------------------------------------------------------------------- |
| 1999 | Sons of Satan Gather for Attack Hammerheart Records | Erstveröffentlichung: 7. Dezember 1999 mit Old Man’s Child           |
| 2000 | True Kings of Norway Spikefarm Records              | Erstveröffentlichung: 2000 mit Emperor, Immortal, Ancient & Arcturus |

### EPs
| Jahr | Titel Musiklabel                                       | Anmerkungen                             |
| ---- | ------------------------------------------------------ | --------------------------------------- |
| 1994 | Inn i evighetens mørke Necromantic Gallery Productions | Erstveröffentlichung: 17. Dezember 1994 |
| 1996 | Devil’s Path Hot Records                               | Erstveröffentlichung: 19. Juni 1996     |
| 2002 | Alive in Torment Nuclear Blast                         | Erstveröffentlichung: 5. Februar 2002   |
| 2018 | Interdimensional Summit Nuclear Blast                  | Erstveröffentlichung: 23. Februar 2018  |

## Singles
| Jahr | Titel Album                              | Album                                                        |
| ---- | ---------------------------------------- | ------------------------------------------------------------ |
| 2004 | Vredesbyrd Death Cult Armageddon         | Erstveröffentlichung: 17. Mai 2004                           |
| 2005 | Sorgens Kammer (Del II) –                | Erstveröffentlichung: 2005                                   |
| 2007 | The Serpentine Offering In Sorte Diaboli | Erstveröffentlichung: 30. März 2007                          |
| 2010 | Gateways Abrahadabra                     | Erstveröffentlichung: 2005                                   |
| 2018 | Interdimensional Summit Eonian           | Erstveröffentlichung: 23. Februar 2018                       |
| 2018 | Council of Wolves and Snakes –           | Erstveröffentlichung: 16. Mai 2018                           |
| 2023 | Perfect Strangers Inspiratio Profanus    | Erstveröffentlichung: 9. November 2023 Original: Deep Purple |

## Videografie

### Videoalben
| Jahr | Titel                                 | Höchstplatzierung, Gesamtwochen, AuszeichnungChartplatzierungen (Jahr, Titel, Platzierungen, Wochen, Auszeichnungen, Anmerkungen) | Höchstplatzierung, Gesamtwochen, AuszeichnungChartplatzierungen (Jahr, Titel, Platzierungen, Wochen, Auszeichnungen, Anmerkungen) | Höchstplatzierung, Gesamtwochen, AuszeichnungChartplatzierungen (Jahr, Titel, Platzierungen, Wochen, Auszeichnungen, Anmerkungen) | Höchstplatzierung, Gesamtwochen, AuszeichnungChartplatzierungen (Jahr, Titel, Platzierungen, Wochen, Auszeichnungen, Anmerkungen) | Höchstplatzierung, Gesamtwochen, AuszeichnungChartplatzierungen (Jahr, Titel, Platzierungen, Wochen, Auszeichnungen, Anmerkungen) | Höchstplatzierung, Gesamtwochen, AuszeichnungChartplatzierungen (Jahr, Titel, Platzierungen, Wochen, Auszeichnungen, Anmerkungen) | Anmerkungen                                                                    |
| Jahr | Titel                                 | DE | AT | CH | UK | US | NO | Anmerkungen                                                                    |
| ---- | ------------------------------------- | --- | --- | --- | --- | --- | --- | ------------------------------------------------------------------------------ |
| 2008 | The Invaluable Darkness Nuclear Blast | DE69 (1 Wo.)DE | — | CH8 (1 Wo.)CH | — | — | — | Erstveröffentlichung: 6. Oktober 2008 Videoalbum                               |
| 2017 | Forces of the Northern Night          | — | — | — | UK3 (4 Wo.)UK | — | — | Erstveröffentlichung: 28. April 2017 mit dem Norwegian Radio Orchestra & Choir |

Weitere Videoalben
| Jahr | Titel Musiklabel                    | Anmerkungen                               |
| ---- | ----------------------------------- | ----------------------------------------- |
| 1997 | Live & Plugged Vol. 2 Nuclear Blast | Erstveröffentlichung: 1997 mit Dissection |
| 2002 | World Misanthropy Nuclear Blast     | Erstveröffentlichung: 24. Juni 2002       |

### Musikvideos
- 1995: Alt Lys Er Svunnet Hen
- 1997: The Mourning Palace
- 1997: Spellbound (by the Devil)
- 1999: Arcane Lifeforce Mysteria
- 2001: Puritania
- 2003: Progenies of the Great Apocalypse
- 2003: Vredesbyrd
- 2005: Sorgens Kammer (Del II)
- 2007: The Serpentine Offering
- 2007: The Sacrilegious Scorn
- 2008: The Chosen Legacy
- 2010: Gateways
- 2010: Dimmu Borgir
- 2018: Interdimensional Summit
- 2018: Council of Wolves and Snakes

## Statistik

### Chartauswertung
|                     | DE     | AT    | CH    | UK    | US    | NO    |
| ------------------- | ------ | ----- | ----- | ----- | ----- | ----- |
| Nummer-eins-Alben   | DE—DE  | AT—AT | CH—CH | UK—UK | US—US | NO1NO |
| Top-10-Alben        | DE2DE  | AT1AT | CH2CH | UK—UK | US—US | NO4NO |
| Alben in den Charts | DE10DE | AT7AT | CH6CH | UK1UK | US4US | NO7NO |

|                          | DE    | AT    | CH    | UK    | US    | NO    |
| ------------------------ | ----- | ----- | ----- | ----- | ----- | ----- |
| Nummer-eins-Videoalben   | DE—DE | AT—AT | CH—CH | UK—UK | US—US | NO—NO |
| Top-10-Videoalben        | DE—DE | AT—AT | CH—CH | UK—UK | US—US | NO—NO |
| Videoalben in den Charts | DE—DE | AT—AT | CH—CH | UK1UK | US—US | NO—NO |

### Auszeichnungen für Musikverkäufe
Anmerkung: Auszeichnungen in Ländern aus den Charttabellen bzw. Chartboxen sind in ebendiesen zu finden.
| Land/RegionAuszeichnungen für Musikverkäufe (Land/Region, Auszeichnungen, Verkäufe, Quellen) | Gold     | Platin | Verkäufe | Quellen |
| -------------------------------------------------------------------------------------------- | -------- | ------ | -------- | ------- |
| Norwegen (IFPI)                                                                              | 2× Gold2 | —      | 35.000   | NO NO2  |
| Insgesamt                                                                                    | 2× Gold2 | —      |          |         |